# David Gyasi
David Gyasi (ur. 2 stycznia 1980 w Londynie) – brytyjski aktor, który wystąpił m.in. w filmach Interstellar, Anihilacja i Atlas chmur.

## Filmografia

### Filmy
| Rok  | Tytuł                                 | Rola                            |
| ---- | ------------------------------------- | ------------------------------- |
| 2003 | Czego pragnie dziewczyna              | członek zespołu Iana            |
| 2005 | Beyond the Gates                      | François                        |
| 2006 | Shoot the Messenger                   | Timothy                         |
| 2012 | Red Tails                             | Kapral                          |
| 2012 | Mroczny rycerz powstaje               | chudy więzień                   |
| 2012 | Atlas chmur                           | Autua / Lester Rey / Duophysite |
| 2014 | Interstellar                          | Romilly                         |
| 2014 | The Whale                             | Peterson                        |
| 2018 | Anihilacja                            | Daniel                          |
| 2018 | Ocean ognia                           | Cob Wallach                     |
| 2019 | Cold Blood Legacy                     | Malcolm                         |
| 2019 | Czarownica 2                          | Percival                        |
| 2019 | Piekło na granicy                     | Bass Reeves                     |
| 2020 | Piotruś Pan i Alicja w Krainie Czarów | Captain James                   |
| 2020 | Living Things                         | Elijah                          |
| 2021 | Ear for Eye                           | US Dad                          |

### Telewizja
| Rok       | Tytuł                             | Rola                     | Uwagi              |
| --------- | --------------------------------- | ------------------------ | ------------------ |
| 2003      | Goal                              | Joe Saunders             | 1 odcinek          |
| 2003–2004 | Na sygnale                        | Bryce                    | 2 odc.             |
| 2004      | Murder City                       | Reporter                 | 1 odc.             |
| 2004      | William and Mary                  | Policjant                | 1 odc.             |
| 2005      | Sea of Souls                      | Lucas Hegarty            | 2 odc.             |
| 2005      | Dream Team                        | Marlon                   | 1 odc.             |
| 2005      | No Angels                         | Leonard                  | 1 odc.             |
| 2005      | The Brief                         | DS Kitson                | 1 odc.             |
| 2005      | Mike Bassett: Manager             | Jeremy Hands             | 5 odc.             |
| 2005      | The Bill                          | Jason Fielding           | 1 odc.             |
| 2006      | Torchwood                         | pacjent                  | 1 odc.             |
| 2007      | Coming Up                         | Marlon                   | 1 odc.             |
| 2007      | Silent Witness                    | Ian Cross                | 1 odc.             |
| 2005–2007 | Doctors                           | Joe Fisher / Sean Foster | 2 odc.             |
| 2008      | Budząc zmarłych                   | Charlie Ayanike          | 2 odc.             |
| 2008      | Apparitions                       | Daniel                   | 2 odc.             |
| 2009      | Demons                            | Nauczyciel               | 1 odc.             |
| 2009      | Law & Order: UK                   | Lennie Gaines            | 1 odc.             |
| 2009      | Murderland                        | Will                     | 2 odc.             |
| 2010      | Szpital Holby City                | Moses Abebe              | 1 odc.             |
| 2012      | White Heat                        | Victor                   | 6 odc.             |
| 2012      | Doktor Who                        | Harvey                   | 1 odc.             |
| 2016      | Kwarantanna                       | Lex Carnahan             | gł. rola           |
| 2017      | Mężczyzna w pomarańczowej koszuli | Steve                    | miniserial, 1 odc. |
| 2018      | Troja: Upadek miasta              | Achilles                 | 8 odc.             |
| 2019      | Carnival Row                      | Agreus                   | gł. rola           |
| 2020      | Słowo na A                        | Ben Chambers             | 5 odc.             |